# Xã Au Sable, Quận Roscommon, Michigan
Xã Au Sable (tiếng Anh: Au Sable Township) là một xã thuộc quận Roscommon, tiểu bang Michigan, Hoa Kỳ. Năm 2010, dân số của xã này là 255 người.